# DN Galan 2009
DN Galan 2009 – mityng lekkoatletyczny, który odbył się 31 lipca 2009 w Sztokholmie na stadionie olimpijskim. Zawody zaliczane do cyklu World Athletics Tour posiadały rangę Super Grand Prix IAAF. 

## Rezultaty

### Mężczyźni
| Konkurencja           | 1. miejsce                  | 1. miejsce | 2. miejsce             | 2. miejsce | 3. miejsce           | 3. miejsce |
| --------------------- | --------------------------- | ---------- | ---------------------- | ---------- | -------------------- | ---------- |
| 100 m                 | Tyson Gay                   | 9,79       | Darvis Patton          | 9,95       | Asafa Powell         | 9,98       |
| 400 m                 | Jeremy Wariner              | 44,83      | Michael Bingham        | 45,49      | Ricardo Chambers     | 45,54      |
| 800 m                 | Boaz Kiplagat Lalang        | 1:47,11    | Jurij Borzakowski      | 1:47,34    | Ołeksandr Osmołowycz | 1:47,35    |
| 1000 m                | Belal Mansoor Ali           | 2:16,55    | Geoffrey Kipkoech Rono | 2:16,82    | Abubaker Kaki        | 2:16,98    |
| 3000 m z przeszkodami | Michael Kipyego             | 8:17,17    | Wesley Kiprotich       | 8:18,29    | Abel Kiprop Mutai    | 8:24,76    |
| 110 m przez płotki    | Dayron Robles               | 13,11      | Joel Brown             | 13,38      | Jason Richardson     | 13,43      |
| Skok wzwyż            | Jesse Williams              | 2,30       | Jarosław Rybakow       | 2,30       | Jaroslav Bába        | 2,27       |
| Skok o tyczce         | Jesper Fritz Maksym Mazuryk | 5,61       |                        |            | Steven Hooker        | 5,61       |
| Pchnięcie kulą        | Tomasz Majewski             | 21,95      | Reese Hoffa            | 21,53      | Adam Nelson          | 20,73      |
| Rzut oszczepem        | Andreas Thorkildsen         | 86,85      | Ołeksandr Pjatnycia    | 79,15      | Ēriks Rags           | 78,67      |

### Kobiety
| Konkurencja        | 1. miejsce              | 1. miejsce | 2. miejsce               | 2. miejsce | 3. miejsce             | 3. miejsce |
| ------------------ | ----------------------- | ---------- | ------------------------ | ---------- | ---------------------- | ---------- |
| 200 m              | Allyson Felix           | 21,88      | Debbie Ferguson-McKenzie | 22,23      | Kerron Stewart         | 22,72      |
| 400 m              | Shericka Williams       | 50,63      | Antonina Kriwoszapka     | 50,80      | Monica Hargrove        | 51,01      |
| 1500 m             | Christin Wurth-Thomas   | 4:03,01    | Shannon Rowbury          | 4:05,47    | Hannah England         | 4:06,28    |
| 5000 m             | Jennifer Barringer      | 15:05,25   | Natalia Popkowa          | 15:05,95   | Inês Monteiro          | 15:07,08   |
| 100 m przez płotki | Priscilla Lopes-Schliep | 12,51      | LoLo Jones               | 12,52      | Brigitte Foster-Hylton | 12,57      |
| Skok w dal         | Jelena Sokołowa         | 6,84       | Ksenija Balta            | 6,82       | Brittney Reese         | 6,81       |
| Pchnięcie kulą     | Nadine Kleinert         | 19,48      | Michelle Carter          | 19,13      | Misleydis González     | 18,73      |